# 情書 (YOASOBI歌曲)
情書（日语： raburetā */?）是日本雙人音樂組合YOASOBI的第十二首單曲，於2021年8月9日發行。此曲是與《日本郵便 SUNDAY'S POST》的合作企劃，收集日本各地粉絲的來信，並選取其中一封來作為創作原型，最終獲選的是一封由六年級的小學生所寫的信件，內容主要是抒發對音樂的感激之情。

## 製作與背景
〈情書〉由Ayase創作，ikura演唱。是首時長3分32秒，每分鐘100拍的G大調日本流行音樂 。歌曲被描述為一首「華麗」的歌曲，帶出了音樂和愛情的的生動和多樣性。此曲亦由大阪桐蔭中學校及高等學校銅管樂隊參與伴奏，他們早前曾與YOASOBI在SING YOUR WORLD線上演唱會上合作。 
2021年8月30日，日本郵便旗下的FM東京廣播節目《日本郵便 SUNDAY'S POST》宣布與YOASOBI合作舉辦「情書企劃」(レターソング・プロジェクト)，製作一首以參與者的信件為創作靈感的歌曲，主題是「感激」。獲選者於2021年7月25日公佈，是一位就讀六年級的小學生，信件標題為「致音樂」（音楽さんへ），內容表達了對音樂的感激之情。同年8月1日，歌曲在日本郵便 SUNDAY'S POST上首次播出，並於8月9日在各大數位音樂下載和串流媒體平台上正式發行。

## 商業成績
〈情書〉於發行兩星期內便被下載了37,281次，並在2021年8月23日獲得Oricon公信榜單曲合算週榜第一位，是YOASOBI第七首登上下載週榜榜首的歌曲。此曲亦登上了《日本告示牌》百強單曲榜第4名。

## 音樂影片
〈情書〉原先預計於2021年8月24日推出音樂影片。然而在當日，官方於推特帳號發出聲明，表示由於製作上的因素，音樂影片的公開時間延後至8月31日。最終於9月1日發佈了音樂影片。

## 收錄歌曲
| 數位下載 | 數位下載 | 數位下載 | 數位下載 | 數位下載 |
| 曲序     | 曲目     | 词曲     | 编曲     | 时长     |
| -------- | -------- | -------- | -------- | -------- |
| 1.       |          | Ayase    | Ayase    | 3:32     |
| 总时长： | 总时长： | 总时长： | 总时长： | 3:32     |